# جان چارلز (بازیکن فوتبال انگلستان)
جان چارلز (انگلیسی: John Charles؛ زادهٔ) بازیکن فوتبال اهل بریتانیا است.
از باشگاه‌هایی که در آن بازی کرده‌است می‌توان به باشگاه فوتبال کروک تاون و باشگاه فوتبال بلکپول اشاره کرد.